# The Football Factory
The Football Factory är en brittisk sportfilm från 2004 skriven och regisserad av Nick Love. Filmen hade svensk biopremiär den 10 september 2004. Filmstjärnorna är Danny Dyer, Tamer Hassan, Frank Harper, Roland Manookian, Neil Maskell och Dudley Sutton. Filmen är löst baserad på romanen med samma namn av John King. Filmen släpptes i Storbritannien den 14 maj 2004 och hade biopremiär i Sverige 10 september 2004.

## Handling
Tommy Johnson (Danny Dyer) är en fotbollshuligan som närmar sig 30 års ålder. När han öppnar ögonen, och ser över sin tillvaro, inser han hur personer i hans omgivning sakta men säkert bryter ihop. Detta leder till att han ser sitt eget liv på ett nytt sätt, då börjar han förstå hur hans dåliga val i livet kommer att ha en förödande effekt.

## Tagline
- What else you gonna do on a Saturday?

## Rollista (i urval)
- Danny Dyer - Tommy Johnson
- Frank Harper - Billy Bright
- Neil Maskell - Rod
- Roland Manookian - Zeberdee
- Jamie Foreman - Taxi Driver
- Tamer Hassan - Millwall Jack
- Kara Tointon - Tameka/Shie